# Gautari
Gautari (en népalais : गौतारी) est un comité de développement villageois du Népal situé dans le district de Siraha. Au recensement de 2011, il comptait 3 689 habitants.